# Pella (unità periferica)
L'unità periferica di Pella (in greco Περιφερειακή ενότητα Πέλλας?) è una delle sette unità periferiche in cui è divisa la periferia della Macedonia Centrale. Il capoluogo è la città di Edessa.
Il suo nome deriva dall'antica città di Pella in cui nacque Alessandro Magno.

## Prefettura
Pella era una prefettura della Grecia, abolita a partire dal 1º gennaio 2011 a seguito dell'entrata in vigore della riforma amministrativa detta piano Kallikratis
La riforma amministrativa ha anche modificato la struttura dei comuni che ora si presenta come nella seguente tabella:
| Nuovo comune | Vecchio comune   | Sede    |
| ------------ | ---------------- | ------- |
| Almopia      | Aridaia          | Aridaia |
| Almopia      | Exaplatanos      | Aridaia |
| Edessa       | Edessa           | Edessa  |
| Edessa       | Vegoritida       | Edessa  |
| Pella        | Pella            | Pella   |
| Pella        | Giannitsa        | Pella   |
| Pella        | Krya Vrysi       | Pella   |
| Pella        | Kyrros           | Pella   |
| Pella        | Megas Alexandros | Pella   |
| Skydra       | Skydra           | Skydra  |
| Skydra       | Meniida          | Skydra  |

## Precedente suddivisione amministrativa
Dal 1997, con l'attuazione della riforma Kapodistrias, la prefettura di Pella era suddivisa in undici comuni.
| comuni           | codice YPES | capoluogo (se diverso) | codice postale | prefisso tel. |
| ---------------- | ----------- | ---------------------- | -------------- | ------------- |
| Megas Alexandros | 4108        | Galatades              | 583 00         | 23820-43      |
| Aridaia          | 4101        |                        | 584 00         | 23840-2       |
| Edessa           | 4104        |                        | 582 00         | 23810-2       |
| Exaplatanos      | 4105        |                        | 580 04         | 23840-4       |
| Giannitsa        | 4103        |                        | 581 00         | 23820-2       |
| Krya Vrysi       | 4106        |                        | 583 00         | 23820-6       |
| Kyrros           | 4107        | Mylopotos              | 581 00         | 23820-51      |
| Meniida          | 4109        | Kali                   | 585 00         | 23810-41      |
| Pella            | 4110        |                        | 580 05         | 23820-3       |
| Skydra           | 4111        |                        | 585 00         | 23810-8       |
| Vegoritida       | 4102        | Arnissa                | 580 02         | 23810-31      |